# Blondie Meets the Boss
Blondie Meets the Boss ist eine US-amerikanische Filmkomödie in schwarz-weiß aus dem Jahr 1939. Regie führte Frank R. Strayer, das Drehbuch schrieb Richard Flournoy nach den gleichnamigen Comics von Chic Young und einer Geschichte, die er zusammen mit Kay Van Riper geschrieben hatte. Die Hauptrollen spielten Penny Singleton und Arthur Lake. Blondie Meets the Boss ist der zweite Film der Filmreihe Blondie.

## Handlung
Es steht sogar in der Zeitung: Familie Bumstead will in den lang ersehnten Urlaub fahren. Doch am letzten Arbeitstag erfährt Dagwood Bumstead von seinem Chef J. C. Dithers, dass der Urlaub ausfallen muss; Dagwood wird in der Firma gebraucht. Dieser ist darüber derart verärgert, dass er ungewollt kündigt. Als er dies seiner Frau Blondie erzählt, hängt sie ihm ihre Küchenschürze um und eilt zu Dagwoods Chef. Kurz danach kommt Blondies Schwester Dottie mit ihrem Tanzpartner Freddie Turner ins vermeintlich verlassene Haus. Die beiden wollen an einem Jitterbug-Wettbewerb im nahen Golden Cafe teilnehmen. Mr. Dithers, der Dagwood eine Lektion erteilen will, bietet Blondie Dagwoods Job an. Um Blondie zu beruhigen, ruft Dithers Dagwood an und erzählt ihm, dass Blondie seinen Job übernehme. Dagwood ist darüber so verärgert, dass er beschließt, seinen Nachbarn Marvin Williams zum Angeln zu begleiten. Seinen kleinen Sohn Baby Dumpling und den Familienhund Daisy lässt er bei Dottie und Fred. Marvins Angelausflug stellt sich bald als ein Treffen mit Betty Lou Wood und Francis Rogers, zwei Tänzerinnen vom Golden Cafe heraus. Dagwood gerät mit Francine schnell in eine kompromittierend aussehende Situation, was Betty Lou sofort mit Francines Kamera fotografiert. Überhaupt wird vom unsicheren Dagwood erwartet, sich mit Francis zu vergnügen. Als der Druck in diese Richtung zu groß wird, flüchtet Dagwood zurück nach Hause; er wird vom Milchlieferanten mitgenommen und kommt morgens um vier an. Blondie vermisst ihn bereits und bereut ihre Eifersucht. Im Gegenzug gesteht Dagwood, keinen Fisch gefangen zu haben.
Als sich Blondie am nächsten Morgen auf den Weg zur Arbeit machen will, findet sie in Dagwoods Tasche Francines Kamera und nimmt sie mit, um die Bilder entwickeln zu lassen. Mr. Dithers, der in Washington an der Planung eines Flughafens beteiligt ist, kündigt für den Abend ein Telegramm an, auf das Blondie warten soll. Als sie Dagwood telefonisch mitteilt, dass es spät werden wird, verlässt dieser das Haus, um sich mit Freunden zu treffen. Dottie und Freddie sollen erneut auf Baby Dumpling und Daisy aufpassen. Als sie zu ihrem Wettbewerb müssen und Dagwood immer noch nicht zurück ist, nehmen sie die beiden kurzerhand mit und hinterlassen eine Nachricht. Kleinkinder und Hunde sind im Club aber nicht erlaubt, sodass Freddie mit Baby Dumpling und Daisy vor der Tür warten muss. Als Dagwood die beiden endlich übernimmt, stellt Freddie fest, dass Dottie sich nicht wie versprochen um den Wettbewerb gekümmert hat, und verlässt sie nach einem kurzen Streit. Dagwood dagegen trifft auf Francine und folgt ihr kurz darauf in ihre Garderobe.
In der Zwischenzeit hat Blondie sowohl die entwickelten Fotos als auch das Telegramm bekommen. Sie soll nun ein Grundstück, das wegen des Flughafens deutlich wertvoller wird, für maximal 10.000 Dollar kaufen. Als sie zum Besitzer, Mr. Philpot, der auch das Garden Cafe leitet, geht, trifft sie auf Baby Dumpling und Daisy, die neben der Garderobe von Francine warten. Blondie hatte Francine bereits als die Frau auf dem kompromittierenden Foto identifiziert. Als Dagwood aus der Garderobe kommt, schlägt sie ihn mit ihrer Handtasche nieder, wobei einige Papiere herausfallen, darunter das Telegramm. Dann nimmt sie Baby Dumpling und Daisy und geht nach Hause. Dagwood taumelt benommen in den Tanzsaal, wo der Wettbewerb bereits begonnen hat. Dottie nimmt ihn als Partner, wobei es ihr gelingt, sein Taumeln wie Tanzen aussehen zu lassen und damit den Jitterbugwettbewerb zu gewinnen. Wieder zu Hause versöhnen sich Blondie und Dagwood nach einer Weile, wie auch Dottie und Freddie. Der Kauf des Grundstückes scheitert aber, da Philpot das Telegramm gefunden hat und daher mehr fordert. Da aber auch das Flughafenprojekt gescheitert ist, stellt Dithers Dagwood umgehend wieder ein. Zuerst werden die Bumsteads aber in ihren Urlaub fahren.
Running Gag
Der Running Gag der Serie und des Comics, in dem der aus dem Haus stürmende Dagwood den Briefträger umrennt, wird in Blondie Meets the Boss zweimal gezeigt. Das erste Mal, an Dagwoods letztem Arbeitstag vor dem geplanten Urlaub, führt der Postbote einen jüngeren Kollegen ein. Er warnt ihn vor der Gefahr und empfiehlt ihm, zur Sicherheit neben dem gepflasterten Weg zu gehen. Daraufhin wird er dort von Dagwood umgerannt. Das zweite Mal ist es Blondie, die ihn umrennt, nicht ohne einen Kussabdruck in seinem Gesicht zu hinterlassen. Er findet diese Variante besser.

## Hintergrund
In Blondie Meets the Boss (Arbeitstitel Blondie Steps Out) hatte Robert Sterling seinen ersten Filmauftritt und war dabei gleich in zwei Rollen zu sehen.
Skinnay Ennis präsentierte mit seiner Band im Film das Lied You Had It Coming to You. Geschrieben wurde es von Ben Oakland und Samuel Lerner.
Für das Szenenbild in Blondie Meets the Boss war Lionel Banks verantwortlich, die Kostüme kamen von Kalloch.
Blondie Meets the Boss wurde vom 27. Dezember 1938 bis zum 24. Januar 1939 produziert und hatte am 8. März 1939 Premiere. Der Film wurde von Columbia produziert und vertrieben. Über eine Aufführung im deutschsprachigen Raum ist nichts bekannt.

## Rezeption

### Kritiken
Frank S. Nugent verriss Blondie Meets the Boss in seiner Kritik in der New York Times. Sollte es jemals einen Zweifel am Bedarf nach dem Humor und der Gefühle von Comicstrips im Kino gegeben haben, so meinte er, habe Paramount die letzten Reste davon beseitigt. Alles wirke bekannt, und Penny Singleton interpretiere ihre Rolle als Blondie weniger als Frau, sondern eher als statistische Durchschnittsfigur. Es sei aber unpatriotisch, von Blondie vollständig gelangweilt zu sein. Die Kritiker von Harrison’s Reports und der Variety fanden den Film zumindest mäßig beziehungsweise punktuell amüsant. Der Film sei langsam, manchmal zäh, und der Humor wirke teilweise erzwungen. Was im ersten Teil noch witzig war, wirke nun albern. Nicht so gut seien auch die Running Gags, wie der Briefträger oder die Sandwiches; nicht einmal die Gags von Larry Simms seien witzig, auch wenn er niedlich sei. Gut seien dagegen die schauspielerischen Leistungen, und besonders witzig der Sieg Dagwoods im Jitterbugwettbewerb. Auch die Visualisierung von Blondies Eifersucht durch Einblendung von Ausschnitten der Wochenschau, die Bombardierungen zeigen, seien gelungen. Blondie Meets the Boss könnte sehr gut in Familienkinos erfolgreich werden.
Die neueren Kritiken finden Blondie Meets the Boss genauso witzig wie den ersten Teil beziehungsweise nicht ganz so witzig, aber genauso gut. Die stabile Sicherheit im Leben der Mittelklasse, die nicht einmal durch die Faxen der Bumpsteads zerstört werden kann, würden die Zuschauer beruhigen und amüsieren. Außerdem werden die Nebendarsteller gelobt, besonders Larry Simms und Jonathan Hale. Leonard Maltin gibt 2½ von 4 Punkten, ohne weitere Bemerkungen dazu zu machen.